# Acacia xiphophylla
Acacia xiphophylla é uma espécie de leguminosa do gênero Acacia, pertencente à família Fabaceae.